# Kyūkichi Kishida
Pour les articles homonymes, voir Kishida.
Kyūkichi Kishida (岸田 久吉, Kishida Kyūkichi), né le 25 août 1888  dans la préfecture de Kyoto et mort le 4 octobre 1968 à Tokyo, est un zoologiste japonais ayant publié en mammalogie et arachnologie.

## Taxons nommés en son honneur
- Kishidaia Yaginuma, 1960
- Patu kishidai  Shinkai, 2009

## Quelques Taxons décrits
- Cladothela Kishida, 1928
- Cladothela boninensis Kishida, 1928
- Cybaeus ishikawai (Kishida, 1961)
- Dolomedes angustivirgatus Kishida, 1936
- Dolomedes horishanus Kishida, 1936
- Dolomedes mizhoanus Kishida, 1936
- Dolomedes ohsuditia Kishida, 1936
- Filistata marginata Kishida, 1936
- Heptathela Kishida, 1923
- Heptathela kimurai (Kishida, 1920)
- Iwogumoa Kishida, 1955
- Latouchia typica (Kishida, 1913)
- Masirana Kishida, 1942
- Masirana cinevacea Kishida, 1942
- Orientzomus sawadai (Kishida, 1930)
- Phlogiellus watasei (Kishida, 1920)
- Phrurolithus nipponicus Kishida, 1914
- Pireneitega Kishida, 1955
- Plator nipponicus (Kishida, 1914)
- Segestria nipponica Kishida, 1913
- Utivarachna Kishida, 1940
- Utivarachna fukasawana Kishida, 1940

## Source de la traduction
- (en) Cet article est partiellement ou en totalité issu de l’article de Wikipédia en anglais intitulé « Kyukichi Kishida » (voir la liste des auteurs).

Kishida est l’abréviation habituelle de Kyūkichi Kishida en zoologie.

Consulter la liste des abréviations d'auteur en zoologie ou la liste des taxons zoologiques assignés à cet auteur par ZooBank